# Armida (nome)
Armida  è un nome proprio di persona italiano femminile.

## Varianti
- Maschili: Armido[1][4], Armidio[4]

### Varianti in altre lingue
- Catalano: Armida[6]
- Francese: Armide
- Spagnolo: Armida[2][6]

## Origine e diffusione

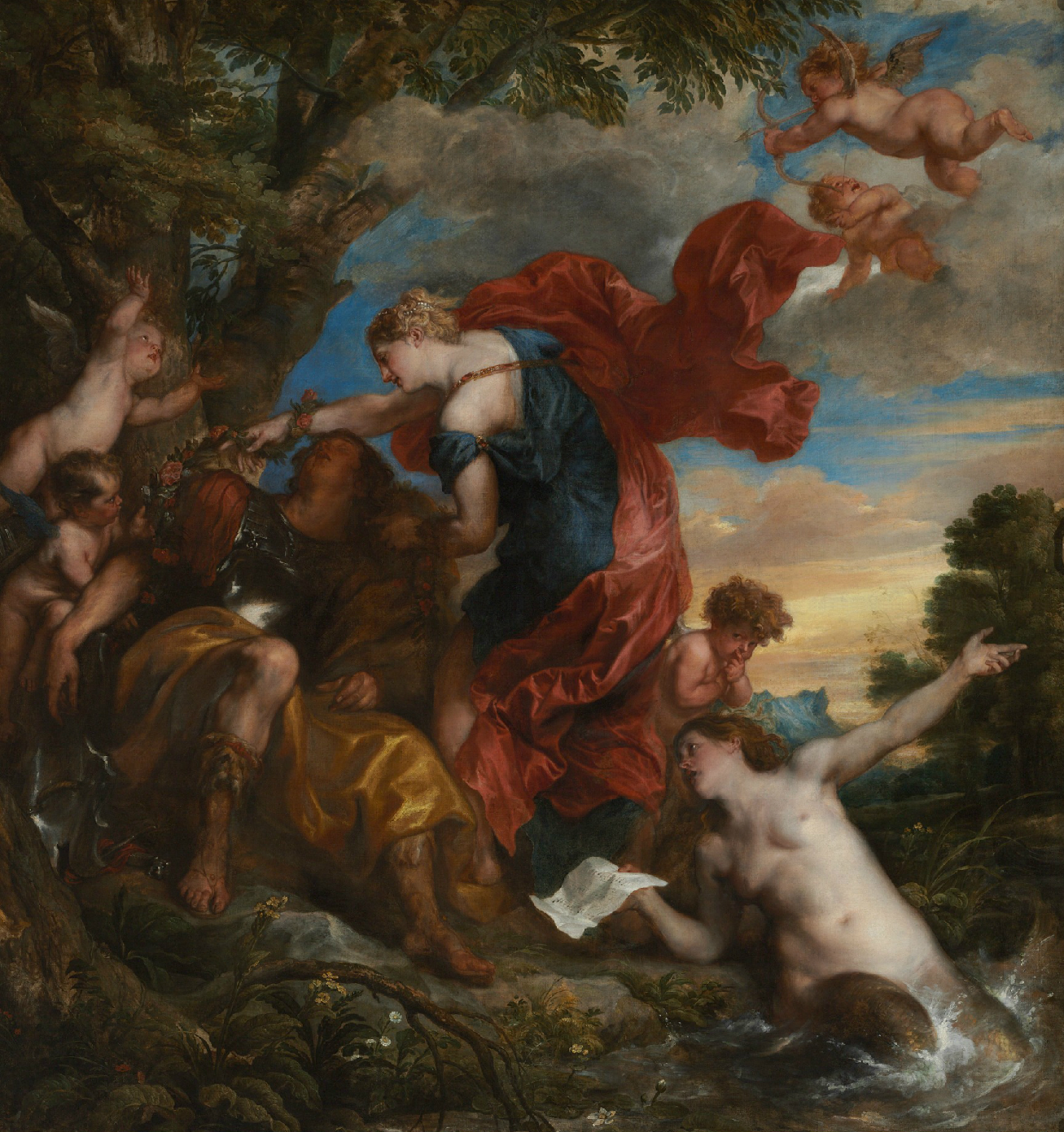
Rinaldo e Armida, di Antoon van Dyck

Nome di stampo letterario, riprende quello della maga Armida, un personaggio della Gerusalemme liberata di Torquato Tasso.
L'etimologia è incerta; apparentemente, Tasso lo inventò di sana pianta, ma ciononostante sono state avanzate diverse ipotesi riguardo alle sue origini: alcune fonti ad esempio lo considerano una contrazione di Ermenfrida o di Armelinda, mentre altre gli danno origini greche.
Diffuso prevalentemente al femminile, si registra però anche una forma maschile, "Armido".

## Onomastico
L'onomastico si può festeggiare il 19 novembre in memoria della beata Armida Barelli.

## Persone

Armida Cozzolino

- Armida Barelli, educatrice italiana
- Armida Cozzolino, attrice e cantante italiana
- Armida Miserere, funzionaria italiana
- Armida Parsi-Pettinella, mezzosoprano italiano

## Il nome nelle arti
- Armida è un personaggio della Gerusalemme liberata di Torquato Tasso, che ha ispirato più di una decina di opere, fra cui l'Armida di Gioachino Rossini. Da lei prende il nome l'asteroide 514 Armida.
- Armida è un personaggio del film del 1970 Armida, il dramma di una sposa, diretto da Bruno Mattei.
- Armida è il nome di un personaggio del romanzo Canale Mussolini di Antonio Pennacchi.
- Armida Marigliano è un personaggio della commedia di Eduardo De Filippo Questi fantasmi!.